# Victor Ikpeba
Victor Nosa Ikpeba (Benin City, 12 de junho de 1973) é um ex-futebolista nigeriano.

## Carreira
Foi um dos "ciganos" do futebol de seu país, tendo jogado por lá no início da carreira e depois passado também por clubes da Bélgica, da França, da Espanha, da Líbia e do Qatar.
Ikpeba deixou os gramados em 2005, com apenas 32 anos.

## Seleção
Ele integrou a Seleção Nigeriana de Futebol na Copa das Nações Africanas de 1994, na Tunísia.
Disputou duas Copas do Mundo - 1994 e 1998 - e os Jogos Olímpicos de Verão de 1996, conquistando a medalha de ouro.
Jogou também pela Seleção Nigeriana de Futebol entre 1992 e 2002.

## Títulos
Nigéria
- Copa das Nações Africanas: 1994